# Norské království (872–1397)
Norské království (staroseversky Konungsríki Nuriki, staroseversky Konungsríki Norvegr, Bokmål Kongeriket Norge, Nynorsk Kongeriket Noreg) byl středověký státní útvar v severní Evropě. K původnímu panství ve Skandinávii náležely také kolonie Orkneje, Shetlandy a nakonec i Island, který se podřídil norské nadvládě v průběhu 13. století. Souhrnně je království Norska s koloniemi označováno jako Norská říše (staroseversky Norégveldi, Bokmål Norgesveldet, Nynorsk Noregsveldet).

## Historie

### Sjednocování Norska (Rikssamlingen)
Bitva u Hafrsfjordu (nedaleko Stavangeru) roku 872 byla poslední z řady bitev, v nichž se Harald Hårfagre (Krásnovlasý) dokázal prosadit proti všem drobným knížectvím, a tak se poprvé v historii stal králem, který vládl spojené říši. První říše Vikingů, kterou tak založil, ovšem neměla dlouhé trvání. Po ní následovalo období malých království a malých králů, kteří proti sobě vedli nekonečné války. Nejznámější z nich byl bezpochyby Erik Krvavá sekyra. Později na sebe strhl vládu Håkon Jarl ve spojenectví s dánským králem Haraldem Modrým zubem, ale později se s Dánem rozešel, porazil ho v bitvě u Hjørungavågu a sám byl po několika málo letech samovlády zbaven moci selským povstáním.
Nadešla pravá chvíle pro Olafa Tryggvassona (Olaf I.), vikinského náčelníka z Trøndelagu. Olaf Tryggvasson byl na rozdíl od jiných uchazečů o trůn prokazatelným a nefalšovaným potomkem Haralda Krásnovlasého. Nejprve podnikl loupežnou a pustošivou výpravu podél břehů Severního a Baltského moře. Hned nato se dal pokřtít biskupem Nidarosu (Trondheim) a pokoušel se s pomocí anglických misionářů a brachiálního násilí prosazovat ve své říši křesťanství. Olaf Trygvason prosazoval v Norsku své budování státu ve znamení křesťanství tou nejtvrdší metodou: kdo se nevzdal pohanských bohů, byl zabit, zmrzačen nebo vypovězen ze země. Jeho misionáři se i na Islandu, který tenkrát Norsku patřil, pokoušeli nejprve postupovat také touto metodou, snažili se především ničit pohanské svatyně. Jeho počínání narazilo na prudký odpor obyvatelstva jeho země - do čela povstání se postavili synové Håkona Jarla. Ti se spojili se švédským a dánským králem. Nebrali však přitom v úvahu uchvatitelské choutky svých spojenců.

Havraní prapor byl užíván norskými náčelníky a panovníky od 9. do 10. století

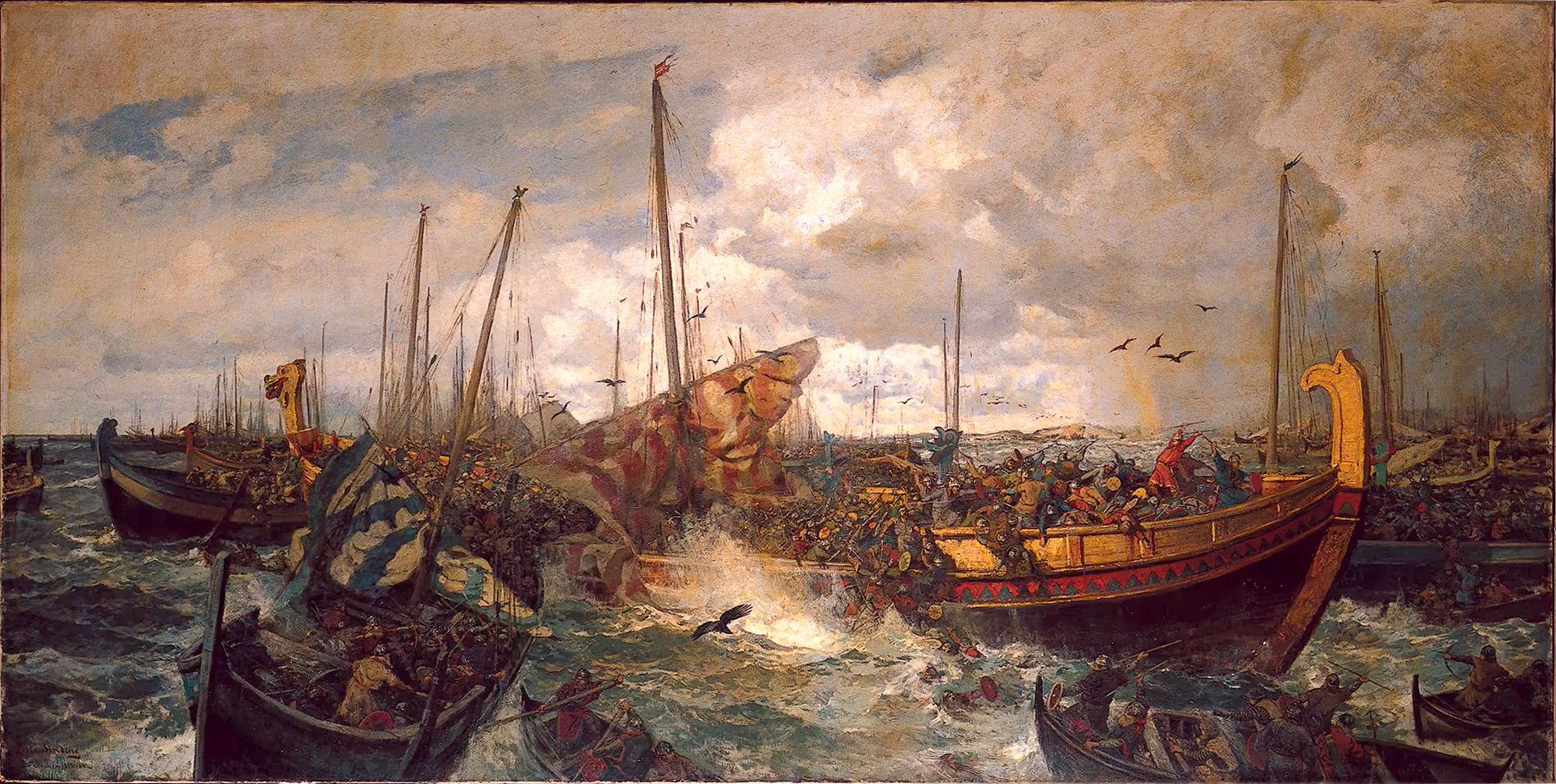
Bitva u Svolderu

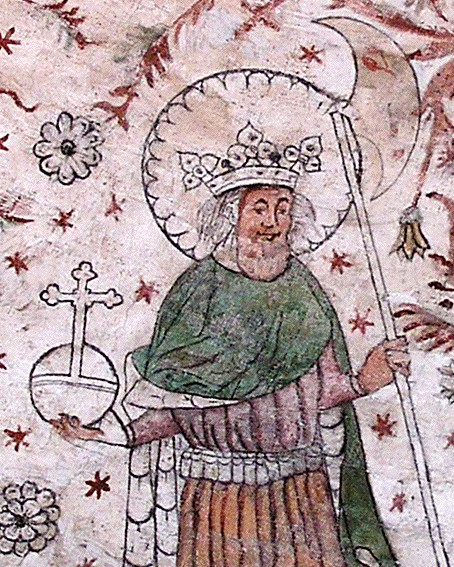
Olaf II. Svatý

Olaf našel spojence v této občanské válce v pozdějším polském králi. Jmenoval se Boleslav a spolu s Olafem postavil flotilu, s níž vypluli proti svým nepřátelům. U Svolderu byl Olaf zastaven a poražen. V zoufalství přeskočil zábradlí své lodi a utopil se. To vše se odehrálo roku 1000 - a toto datum je první bezpečně doložený časový údaj norských dějin.
Tak se stalo Norsko závislé jednak na Dánsku, ale částečně i na Švédsku. Na zbytku norského území, který nabyl obsazen, vládli bratři Jarlové spíš špatně než úspěšně. Také vynucené křesťanství ztrácelo stále více vyznavačů - takřka všude začali lidé opětovně vyznávat stará pohanská božstva.
A jako dědic Haralda Krásnovlasého se přihlásil mladý muž, který vystoupil roku 1015 v Nidarosu; domáhal se vehementně královského důstojenství a také ho dosáhl. I tento Olaf II. Svatý si prodělal křest ohněm na vikinských taženích do oblastí Severního a Baltského moře. Současně podporoval anglického krále v jeho boji proti Dánům. Poté se v Normandii učil spravovat zemi a přistoupil na křesťanskou víru. Bez váhání přistoupil k nové organizaci norského stavovského systému, pustil se do pokřesťanšťování stejně brutálními metodami jako před ním Olaf Tryggvasson, zavedl církevní strukturu zákonem o církvi a kněžstvo podřídil arcibiskupovi v Brémách. Vzhledem k tomu, že jeho říši stále ještě ohrožovali Dánové - konkrétně Knut Veliký -, ale i Švédové, oženil se s dcerou švédského krále hlavně proto, aby upevnil svou zahraničněpolitickou i vnitřní pozici.
Pokud jde o vnitřní politiku, i tak se stávalo Olafovo postavení stále povážlivější a problematičtější. Jeho reformy státní struktury sice podporovaly široké vrstvy národa, ale stály v cestě zájmům šlechty. A tak se proti Olafovi konspirovalo, přičemž šlechtické kruhy nepohrdly ani zastřelenou pomocí dánského panovníka. Tato chyba se později vymstila opravdu velmi krutě - dánský král Knut měl totiž zájem velmi speciální: měl v úmyslu anexi Norska.
Po prvním vítězství v námořní bitvě, kterého Olaf dosáhl s pomocí svého švédského švagra, který už zasedl na královský trůn, švédský král odepřel Norům další pomoc, takže Olaf musel opustit svou flotilu v Baltském moři a probíjet se zpět do Norska pěšky. Tam mezitím došlo k otevřenému povstání proti králi. Když mu voda sahala až po bradu, rozpřáhl se Knut k protiúderu - připlul se svou flotilou k jižnímu pobřeží Norska. Výsledkem bylo, že Olaf musel kapitulovat a uprchnout do ruské vikinské državy Gardarike, kde panoval švagr jeho manželky.
Knut po svém triumfálním vítězství ustanovil v Norsku královského místodržícího a poté věnoval pozornost téměř výlučně svým dalším královstvím - Dánsku a Anglii. Když Knutův místodržitel zemřel, viděl v tom Olaf poslední šanci, jak získat zpět vládu nad zemí. Sebral ve Švédsku velmi pestrou směsici žoldnéřů, z nichž vytvořil vojsko a táhl s ním na Nidaros. Krátce předtím, než dorazili k cíli, postavila se mu do cesty selská armáda u Stiklestadu a Olaf tam prohrál rozhodující bitvu, v níž přišel i o život. Stalo se to dne 29. července 1030. Byl pohřben nejprve jen v jámě vykopané v písku, ale později se stal patronem Norska.
Knut Dánský, který si nyní byl jist vládou nad celou norskou državou, podstatně zvýšil berně, takže sedláci i šlechta, která se postavila proti Olafovi, vytvořili širokou frontu proti Dánům. Povolali z Gardariky Olafova syna Magnuse a roku 1035 ho zvolili norským králem. V mezidobí mezi Olafovou smrtí a dosazením na trůn jeho syna Magnuse prý se kolem Olafova hrobu stalo množství zázraků. A docházelo k nim nejenom kolem jeho hrobu v pískové duně, ale i na místě, kde byl pohřben později, v kostele svatého Klementa v Nidarosu. Stalo se to předehrou nevídané kampaně k jeho uctívání, která pak Olafa povýšila nejenom na světce, ale také k důstojenství "věčného" krále norské země. Olaf se tak v krátkém čase proměnil ze sesazeného a plenícího krále bez království a bez poddaných v národního světce a v symbol norského osvobozenského boje.
A je ovšem zcela samozřejmé, že jeho syn Magnus ze všech sil podporoval vytváření této oslavné atmosféry a snažil se aspoň část tohoto lesku přenést i na sebe. Na radu svých skaldů (rádců) se také zřekl snah o pomstu na nepřátelích svého otce, zmírnil způsob prosazování tvrdých zákonů - tak se mu podařilo ještě za jeho života získat ke svému jménu přízvisko "Dobrý". Po dohodě s Hardeknutem, synem dánského krále Knuta Velikého, se Magnus dokonce stal jeho následníkem a později se na dobu pěti let (1042–1047) stal i králem Dánska, Norska a Anglie.
Jeho dědicem se stal Harald Krutý (Hardråde), mladší nevlastní bratr Olafa Svatého, kterého předtím Magnus ustanovil v závěrečných letech své vlády svým spoluvládcem. Tomu se však nepodařilo udržet všechny državy Dánska, zachovat je pod jednotnou vládou své koruny a při pokusu prosadit své nároky na anglický trůn padl v bitvě u Stamford Bridge roku 1066. Při tomto tažení však se mu podařilo Haralda, svého anglického protivníka ve zbrani, oslabit do té míry, že pak Harald o tři týdny později prohrál bitvu u Hastingsu, takže se normanský kníže Vilém Dobyvatel mohl stát králem Anglie. Do norských dějin vstoupil Harald Krutý jako zakladatel hlavního města Osla. Společně se svatým Hallvardem je dnes jeho patronem.
Zakladatelem města se stal i jeho syn a nástupce na trůn, Olaf Kyrre (Pokojný). Ten založil roku 1070 město Bergen a zasvětil je patronce svaté Sunnivě. Sunniva byla irská princezna, která ve strachu ze sňatku s pohanským knížetem uprchla do Norska, kde později zemřela. Kromě své zakladatelské činnosti Olaf Pokojný proměnil největší a nejdůležitější norská města - Bergen, Oslo a Nidaros - v sídla biskupů a zbavil se tak závislosti na duchovenstvu v Brémách.

### Období občanské války

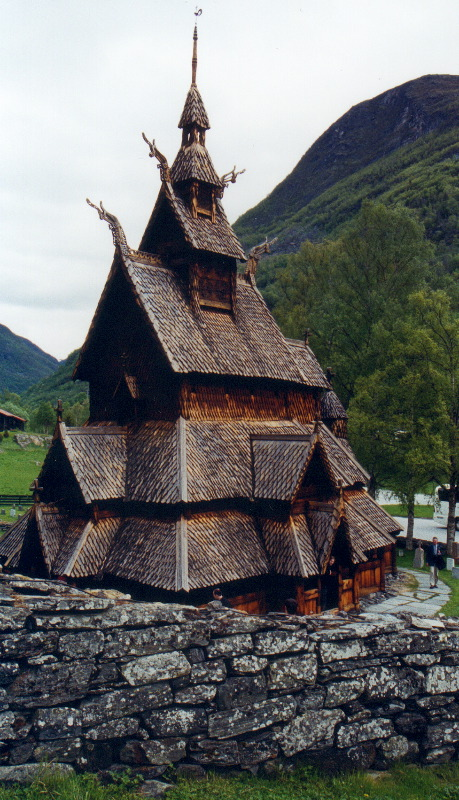
Dřevěný kostel Stavkirke v obci Lærdal.

Období míru trvalo až do roku 1130 - byl to časový předěl, vymezený smrtí posledního Olafova potomka. Ti vládli pokojně Norsku pod jmény Olaf IV. (do roku 1115), Øystein (do roku 1122) a Sygurd (do roku 1130). Vládli zemi v míru a společně. Sigurd Jórsalfari (Jeruzalémský) Norsko dokonce důstojně reprezentoval na křížové výpravě přes Libanon na Sicílii a do Svaté země. Øysteinovi se podařilo získat zpět pro Norsko Jämtland (dnes toto území náleží Švédsku).
Po létech rozkvětu opět následovalo 32 let těžkých časů dlouhé občanské války. Její hlavní příčinou byla skutečnost, že v Norsku nebyl zaveden pořádek v nástupnictví na uvolněný trůn. Budoucí král sice měl pocházet z rodu Haralda Hårfagrea, ale synové, narození v manželském svazku, i synové nemanželští požívali rovná práva, takže počet opravdových, ale i samozvaných potomků se v druhé a v dalších generacích stával naprosto nepřehledný. Rozhodování o následovnictví bylo závislé na thingu (u Germánů sněm či shromáždění lidu). Ten pak nejčastěji volil cestu kompromisu - nechával vládnout společně dva nebo i tři panovníky. Ale i sám král měl možnost určit svého následníka - ustanovil ho prostě svým spoluvládcem. Ten se tak bezbolestně a postupně vpravil do královského úřadu.
Po roce 1150 narůstal počet uchazečů o trůn a vzhledem k tomu, že Harald Hårfarge a jeho nástupci si o svých sexuálních dobrodružstvích nemínili vést deníkové záznamy, stalo se nakonec nemožné rozlišit pravé následky trůnu od nepravých. A přitom v Norsku vládla mystická víra, že se ta pravá a nefalšovaná, mocná královská krev nakonec sama prosadí. Všichni nápadníci trůnu měli samozřejmě své stálé i dočasné spojence, kteří se domnívali, že si v té konkurenci nějak přihřejí svou politickou polívčičku. A tak jeden proti druhému a všichni proti všem tak dlouho rozehrávali své pletichy, až nakonec zavládl v zemi naprostý chaos.
Pod vedením arcibiskupa konečně vytvořili biskupové a šlechtici nový následnický řád, který poskytoval následnická práva výlučně synům narozeným v manželském svazku. Zároveň byl zvolen králem potomek Sigurda Jórsalfariho pod jménem Magnus IV. Korunovace se konala v nedávno postaveném dómu, který zůstal korunovačním kostelem, i když se později hlavním městem stalo Oslo. Ale i pak neustále vystupovali noví a noví samozvaní uchazeči o vládu - byli však poraženi nebo zabiti.

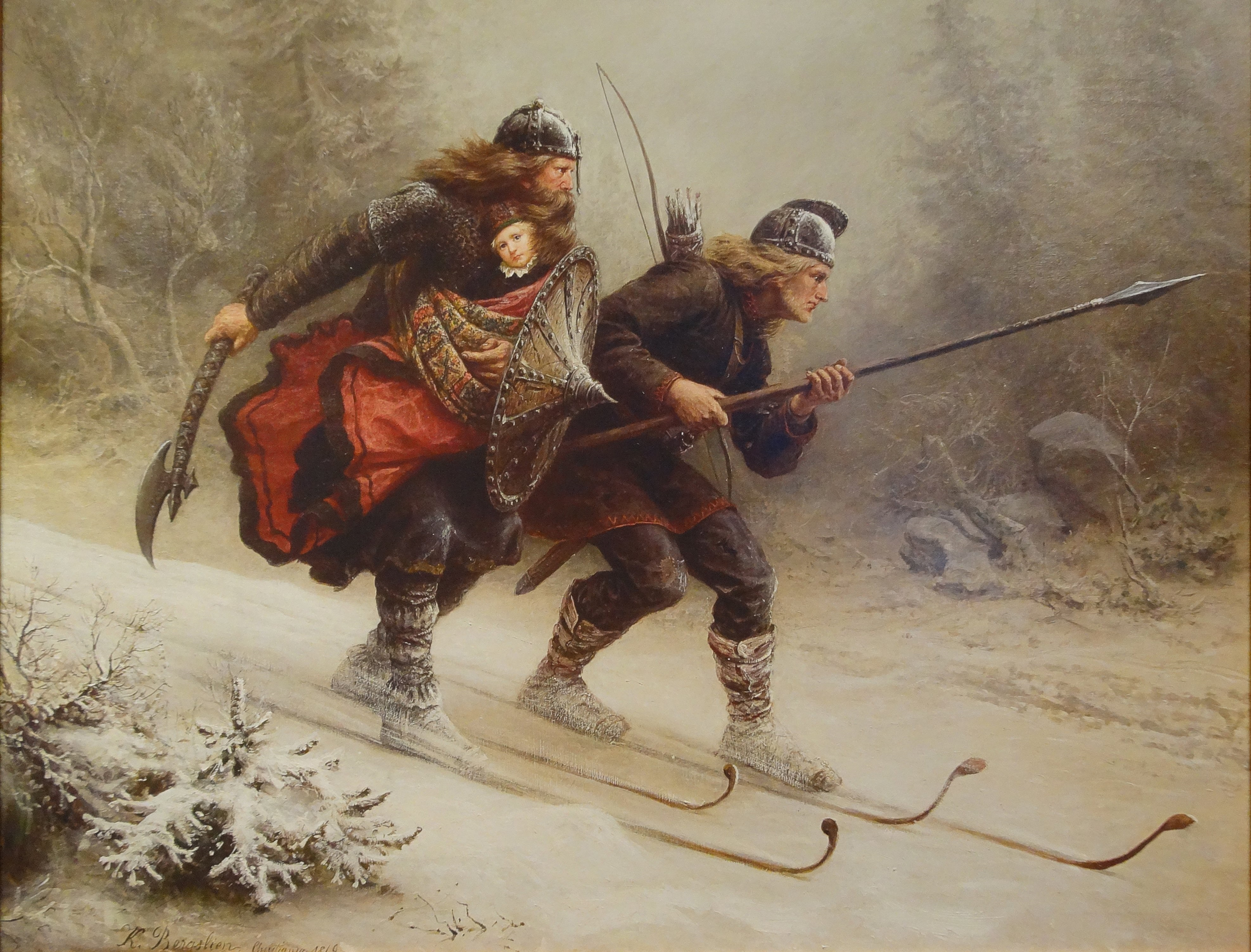
Březonozí na lyžích.

Přívržencům posledního samozvaného aspiranta na královské důstojenství se přezdívalo březové nohy nebo březonozí (či birkebeinerové), protože běžně nosili pantofle a kamaše z březové kůry. Mnozí z nich uprchli do Švédska a setkali se tam se Sverrem Sigurdssonem. Sigurdsson byl kazatelem z Faerských ostrovů. Prohlásil se bez váhání za královského syna a postavil se do čela hnutí, jež ho podporovalo. Roku 1177 se sám korunoval na krále; tento čin byl legalizován až o sedm let později.
Sigurdsson obnovil dědičnost královské hodnosti a prosadil reformy práva a správního systému a sám se jmenoval nejvyšším církevním hodnostářem. To vzápětí vyvolalo nelibost biskupů, kteří se sdružili pod vedením biskupa z Osla do takzvané baglerské strany (bargell = biskupská hůl) a vystoupili proti březonohým, kteří se mezitím proměnili doslova v lidové hnutí. Spory a rozepře se stupňovaly, až vypukla občanská válka, která pokračovala i po smrti Sverra (1202) a vyústila ve vytvoření dvou norských království - království baglerského a království březonohých.

### Upevnění královské moci

Podoba praporu podle norské kroniky

Když byl roku 1217 provolán králem třináctiletý Sverrův vnuk Håkon Håkonsson (Håkon IV.), trvalo ještě dalších šest let, než jím mohl být definitivně ustanoven. Počáteční odpor proti jeho kralování zlomil jeho poručník a rádce Jarl Skule, který se však postupně víc a víc vehrával do role skutečného vládce. Skule nebyl spokojen, ani když mu Håkon IV. svěřil vládu nad třetinou svého království, propůjčil mu hodnost knížete (hertog) a ke všemu se oženil s jeho dcerou. Pustil se do otevřené rebelie. V rozhodující bitvě (1240), jež se odehrála v blízkosti Nidarosu, Jarl Skule zahynul.
Håkon IV. se stal bezpochyby jedním z nejvýznamnějších panovníků pozdního středověku. Pod jeho vládou spravovalo norské království největší území. Patřily k němu části dnešního středního Švédska, dále skupinu ostrovů v severním Atlantiku - a později po dohodě také Grónsko a Island. Oficiálně ztratil Island status samostatného svobodného státu teprve pod tlakem vojenských okolností až v roce 1263, kdy byl Håkonův syn Magnus VI. korunován na islandského krále.
I když byl Håkon v zahraniční politice opravdu velmi úspěšný, méně šťastnou ruku měl v politice obchodní. Podařilo se mu sice uzavřít v roce 1223 pro obě strany výhodnou obchodní smlouvu s Anglií, ale roku 1250 také první kontakt s Lübeckem. Tato dohoda se pak stala předpokladem pro vytvoření obchodní kolonie hanzy v Bergenu.
Håkon omezoval moc správních orgánů tím, že se snažil nejvyšší zemské hodnostáře a úředníky soustřeďovat a udržovat na svém dvoře; ti pak tvořili takzvanou říšskou radu. Králova slavnostní hala, kterou dal postavit ke svatbě svého syna Magnuse se - sice značně poškozená a později obnovená - zachovala až do dnešních časů a stala se jakousi dominantou města Bergen.
Století 12. a 13. byla dobou, kdy se norská chrámová architektura stala významným přínosem - svědčí o tom stavby biskupských kostelů. Jejich styl vychází z původního povolání jejich stavitelů, kteří byli většinou lodní tesaři.
Håkonův syn Magnus VI., zvaný "Zákonodárce" (Lagabøtir), protože jako první vytvořil a zavedl podrobnou knihu zákonů, vládl zemi rovněž z Bergenu, i když před ním Håkon V. roku 1300 přenesl své sídlo do Osla, které se stalo hlavním městem Norska.
Håkon V. neměl syny, takže se jeho nástupcem stal jeho vnuk Magnus VII., který jako syn švédského krále vládl i Švédsku až do roku 1355 a většinou se tam i byl však byl mor, který vyhubil polovinu z 350 000 obyvatel Norska.

### Vznik Kalmarské unie

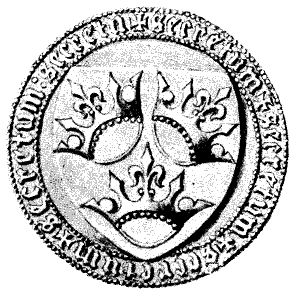
Znak Kalmarské unie na pečeti Markéty Dánské

Krátká unie se Švédskem byla předehrou Kalmarské unie, nejdelší alianci v dějinách Skandinávie. Syn Håkona VI. se stal už jako mladík také králem Dánska, protože jeho matka Markéta I. Dánská byla dcerou dánského krále. Až do své předčasné smrti panoval také v Norsku. Vládu pak po něm převzala jeho matka, která se tak stala první královnou Norska a Dánska a iniciovala vznik Kalmarské unie.
První dohody o uzavření spolku byly uzavřeny už roku 1380, ale trvalo ještě sedmnáct let, než se podařilo sladit nejrůznější zájmy zainteresovaných stran. Teprve pak mohlo dojít k volbě společného krále. Tím se stal Erik Pomořanský, který byl korunován v Kalmaru roku 1397.